# Xu Xiangqian
Xu Xiangqian (徐向前, 8 novembre 1901 - 21 septembre 1990) est un officier militaire communiste chinois. Il est le fils d'un riche propriétaire terrien mais rejoint l'armée nationale révolutionnaire de Tchang Kaï-chek en 1924 contre l'avis de ses parents. Lorsque le Kuomintang commence à combattre les communistes en 1927, Xu quitte les forces de Tchang et prend la tête de l'armée communiste du Sichuan sous l'autorité politique de Zhang Guotao. Après que celui-ci a été purgé au début des années 1930, Xu survit politiquement et rejoint l'armée rouge, à un grade peu élevé, sous le commandement de Mao Zedong.
Durant la seconde guerre sino-japonaise (1937-1945), Xu sert dans plusieurs unités militaires dans les zones contrôlées par les communistes dans le Nord de la Chine, et dirige la construction de plusieurs bases. Quand la guerre civile chinoise reprend, en 1947, Xu est actif dans le Nord. Ses troupes parviennent à capturer la ville fortement fortifiée de Taiyuan dans les derniers temps de la guerre en 1949.
Après l'établissement de la république populaire de Chine en 1949, Xu est reconnu comme l'un des « Dix maréchaux ». Il tient de nombreux postes politiques et militaires, et survit à la révolution culturelle à laquelle il s'oppose. Il est un fervent partisan de Deng Xiaoping et de son retour au pouvoir en 1976. Il continue de servir jusqu'à sa retraite forcée en 1985.

## Biographie

### Jeunesse et formation militaire

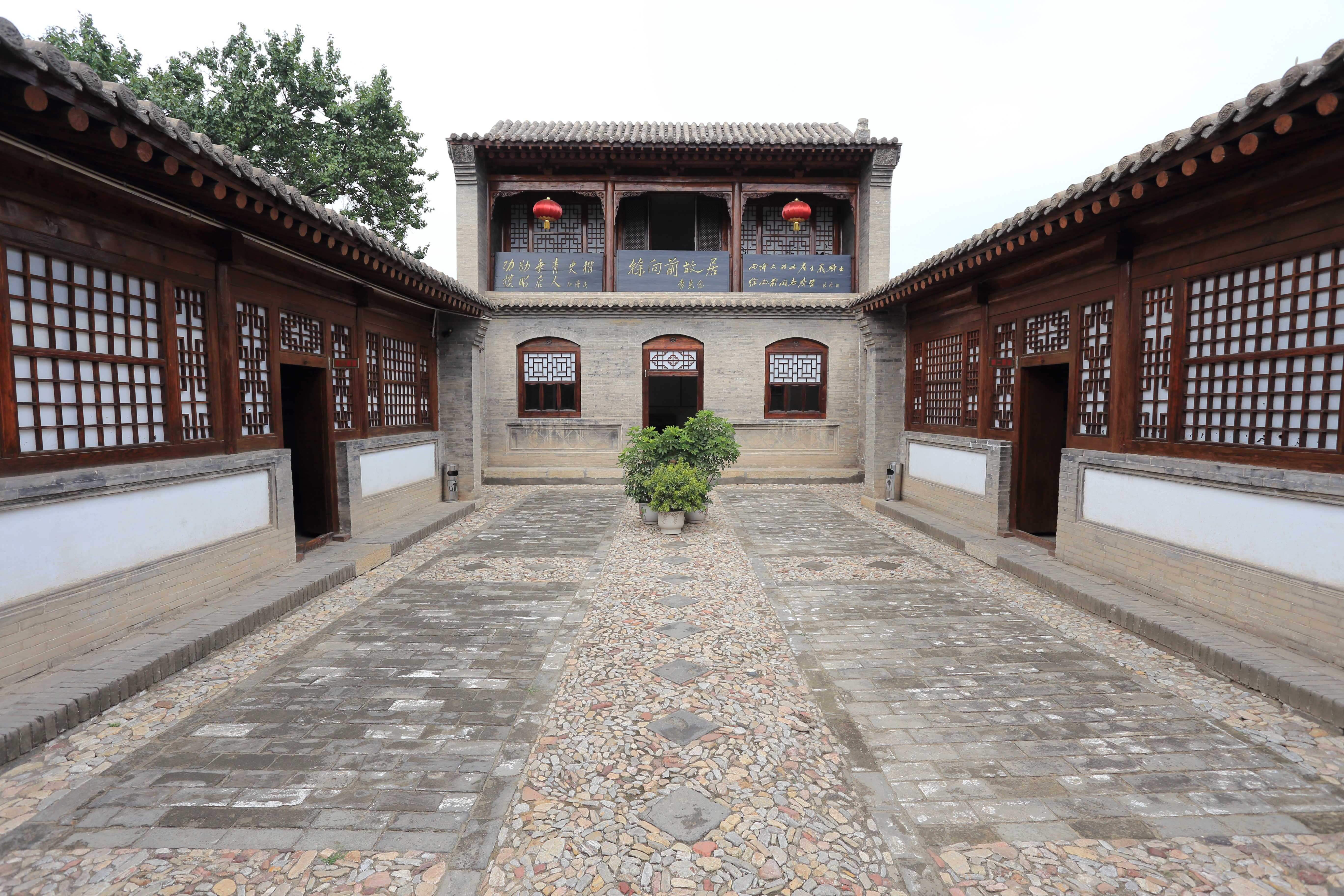
L'ancienne résidence de Xu Xiangqian à Wutai.

Xu est à Wutai dans la province du Shanxi. Il est le fils d'un riche propriétaire terrien et érudit qui avait passé les examens impériaux de la dynastie Qing. Il étudie au collège de Taiyuan jusqu'en 1923, puis connait une brève carrière d'instituteur avant de, malgré les objections de ses parents, rejoindre la première classe de l'académie de Huangpu en 1924. Après son diplôme, il entre dans l'armée nationale révolutionnaire et sert de 1925 à 1927. En 1926, il prend part à l'expédition du Nord de Tchang Kaï-chek qui vise à reconquérir l'Est de la Chine des mains d'une multitude de seigneurs de la guerre. Après le succès de la campagne, il s'installe à Wuchang où il enseigne dans une académie militaire. Toujours dans cette ville, il rejoint le Parti communiste chinois.
Après le massacre de Shanghai de 1927 et la fin de l'alliance entre nationalistes et communistes, Xu quitte les forces de Tchang. Il ne participe pas à la Commune de Canton qui échoue peu après. Il ne rejoint pas directement Mao Zedong mais devient le principal commandant militaire d'un chef communiste rival, Zhang Guotao. L'armée qu'il commande alors est la 4e armée de front. Il sert aux côtés de Ye Jianying comme chef d'État-major. Durant ce temps, il aide Zhang à établir de nouvelles bases communistes et agrandit la 4e armée de front, malgré le fait que sa femme soit exécutée par Zhang Guotao lors de ses purges politiques. Placé sous la surveillance des commissaires politiques de Zhang, Xu mène son armée de 80 000 hommes au Sichuan pour vaincre les seigneurs de la guerre locaux dont les troupes comptent au total 300 000 hommes. Plus de 100 000 d'entre eux sont tués dans les combats avec les forces de Xu, et les 200 000 restants désertent ou se replient vers les zones alliées aux nationalistes.
En 1934, Tchang Kaï-chek défait les armées de Zhou Enlai et Mao Zedong, les forçant à entreprendre la Longue marche. Zhang Guotao donne l'ordre d'en profiter pour les attaquer, mais Xu refuse. Son opposition contribuera plus tard à le faire entrer sous les ordres de Mao, après que la 4e armée de front ait été défaite par Tchang. Zhang est purgé à son retour dans la région de Yan'an, nouveau sanctuaire des communistes, mais Xu est autorisé à rejoindre l'armée rouge de Mao après une intense séance d'auto-critique. Son premier poste est celui de vice-commandant de la 129e division, ce qui est une rétrogradation.
Durant la seconde guerre sino-japonaise (1937-1945), Xu ne reste pas avec la 129e division mais est transféré à différents postes durant toute la guerre. Il construit brièvement de nouvelles bases avec Luo Ronghuan dans les zones contrôlées par les communistes au Shandong avant d'être transféré dans l'armée de défense de He Long dans laquelle il sert comme vice-commandant. Les bases communistes que Xu aide à établir s'avèrent très utiles après la défaite des Japonais et la reprise de la guerre civile contre les nationalistes. Dans les premiers temps de la guerre, quand le Kuomintang force les communistes à évacuer le Shaanxi, ils rejoignent les bases de Xu.
Xu participe à plusieurs batailles dans le Nord du pays. Contrairement à la tactique classique de nombreux commandants communistes qui favorise l'attaque uniquement en étant supérieur en nombre à l'ennemi, Luo engage souvent l'offensive contre des forces égales ou supérieures en nombre et en sort victorieux. En 1948 et 1949, Luo défait les forces de Yan Xishan, un seigneur de la guerre du Shanxi allié au Kuomintang.

### Carrière politique
Après la victoire des communistes en 1949, Xu devient le chef d'État-major général de l'Armée populaire de libération. En 1954, il est nommé vice-président de la commission militaire centrale, et il devient l'un des « Dix maréchaux » en 1955. Il est vice-Premier ministre de la république populaire de Chine en 1965.
Xu souffre de persécutions politiques des gardes rouges en 1967 quand il est accusé de s'opposer à l'autorité de Lin Biao et de tenter de modérer les effets les plus radicaux de la révolution culturelle. Il survit politiquement et est plus tard dans l'année autorisé à rejoindre le bureau politique du Parti communiste chinois et le groupe de la révolution culturelle. En 1969, il rejoint le comité central du Parti communiste chinois.
Xu protège Deng Xiaoping lorsqu'il est purgé du gouvernement en 1976. Plus tard dans l'année, il est l'un des partisans militaires du coup de Hua Guofeng contre la Bande des Quatre qui permet à Deng de revenir au pouvoir et de terminer officiellement la révolution culturelle.
Nommé ministre de la Défense nationale de 1978 à 1981, Xu développe une Armée populaire de libération mieux formée, mieux équipée et promeut l'utilisation de technologies militaires étrangères. Sa politique rompt avec la doctrine politique maoïste et Xu alerte de la conséquence dramatique d'une guerre avec l'Union soviétique afin d'être soutenu politiquement dans ses idées.
En 1978, Xu échappe de peu à la mort lors d'un accident pendant une démonstration du missile HJ-73 ATGM qui dysfonctionne et fait subitement demi-tour vers la plate-forme d'observation où sont assis Xu et d'autres officiers haut-gradés, et s'écrase juste en face de la plate-forme. Par chance, le missile n'explose pas, et Xu continue à assister aux démonstrations de tirs jusqu'à la fin. Ye Jianying et Nie Rongzhen, qui sont hospitalisés au moment des faits, auraient dû être invités à la place de Xu.
Xu mène les préparatifs des opérations durant la guerre sino-vietnamienne de 1979.
Après avoir démissionné du poste de ministre de la Défense en 1981, Xu reste dans la vie politique et sert au bureau politique et au comité central. Il est cependant forcé de se retirer, avec Nie Rongzhen et Ye Jianying, en 1985.
Xu meurt en 1990. Sa nécrologie officielle déclare que « sa vie a été glorieuse... Xu était un communiste exceptionnel, un grand révolutionnaire prolétarien, un stratège, et l'un des fondateurs de l'armée populaire de libération chinoise ».